# 細川聖可
細川 聖可（ほそかわ せいか、1979年9月24日 - ）は、日本の元女性声優。高知県出身。かつてはアトリエアーに所属していた。声優予備軍で結成したアイドルユニット「KiraKira☆メロディ学園」の出身。

## 出演

### テレビアニメ
- トラブルチョコレート（1999年）
- 神魂合体ゴーダンナー!!（2003年、柊）
- まぶらほ（2003年、結城松葉、メイド、女生徒、ニュースキャスター、放送部員B、店員）
- 神魂合体ゴーダンナー!! SECOND SEASON（2004年、柊）
- せんせいのお時間（2004年、卒業生A）
- 極上生徒会（2005年、スージー吉田）
- 涼風（2005年、羽柴美紀）
- エア・ギア（2006年、野山野蜜柑[1][2]）

### ゲーム
- SIREN（2003年、高遠玲子）